# Parasyrphus sapporensis
Parasyrphus sapporensis är en tvåvingeart som först beskrevs av Matsumura 1918.  Parasyrphus sapporensis ingår i släktet buskblomflugor, och familjen blomflugor. Inga underarter finns listade i Catalogue of Life.